# 翁振祥
翁振祥（羅馬拼音：Ang Tjin Siang，1942年9月11日—2010年3月14日），印尼语名：，印尼前男子羽球運動員，曾於1963年至1973年之間代表印尼國家隊出賽。
在印尼主宰當時三年一度的湯姆斯盃（男子國際隊際賽）時期，翁振祥的職業球員生涯跨越了兩個獨立的年代：1958年至1964年和1970年至1979年。雖然他偶爾會在早期的湯姆斯盃比賽中輸球，但他在連續四屆決賽（1964年、1967年、1970年、1973年）中保持單打不敗（6-0），這個紀錄勝過費里·宋尼維爾、陳有福和梁海量等隊友。他在1960年代贏得多項印尼國家單打冠軍，以及法國羽球公開賽（1966年）、亞洲羽球錦標賽（1969年）和亞洲運動會（1966年）的男子單打冠軍。1971年，他在著名的全英羽球錦標賽決賽中敗給梁海量而獲得亞軍，但同年在美國羽球公開賽擊敗梁海量贏得了冠軍。
翁振祥於2010年3月14日去世。